# The Suffering: Ties That Bind
The Suffering: Ties That Bind ist ein von der US-amerikanischen Firma Surreal Software für PlayStation 2, Xbox sowie Windows entwickeltes Action-Computerspiel. Es ist der Nachfolger zu The Suffering und wurde von Midway Games im Jahr 2005 veröffentlicht.
Im zweiten Teil der Reihe, begleitet man Torque zurück in seine Heimatstadt Baltimore. Je nach Abschließen des ersten Teils ändern sich auch der Anfang und einige Details des Spiels. Die Stimme, die den Spieler zu „bösen“ Taten verleitet, bekommt auch hier wieder ihren Auftritt, sowie einige weitere aus dem ersten Teil bekannte Charaktere.

## Handlung
The Suffering: Ties That Bind baut direkt auf der Handlung des Vorgängers auf und setzt diesen zum Verständnis voraus. Nach seiner Flucht von Carnate Island wird Torque im Hafen von Baltimore von „der Spezialeinheit“ festgenommen. Diese Einheit untersucht alle Vorkommnisse um die Kreaturen und inhaftiert daher jeden, der von Carnate flüchten kann. Kurz bevor das Verhör Torques beginnen soll, tauchen aber auch in Baltimore die Kreaturen auf, wodurch Torque fliehen kann. Fortan jagt er durch die Stadt, um verschiedene Orte aus seiner Vergangenheit aufzusuchen. Dort hat er immer wieder Visionen rund um das rätselhafte Schicksal seiner Familie. Schließlich ist sein endgültiges Ziel die Vernichtung von Blackmore, der an Torques Leid die Schuld trägt. Nachdem er sich bis zur Eastern-Baltimore-Haftanstalt durchgekämpft hat, trifft er unterhalb des Gebäudes auf die „Geister“ mehrerer Mörder, Sadisten und Wahnsinniger, denen er sich stellen muss. Je nachdem wie man vorher gespielt hat (gut oder böse) verläuft dies etwas anders. Nach diesem Kampf gelangt Torque wieder an die Oberfläche, um schließlich im Kinderheim, in dem er aufwuchs, den großen Showdown mit Blackmore zu erleben. Dabei stellt sich heraus, dass Blackmore nicht wirklich existiert, sondern dass Torque an einer gespaltenen Persönlichkeit leidet, deren „dunkle Seite“ Blackmore ist. Nachdem man Blackmore im finalen Kampf besiegt hat, löst dieser sich auf. Danach endet das Spiel und sowohl der Verbleib Torques als auch der der Monster in Baltimore bleiben offen.

## Spielprinzip
The Suffering: Ties That Bind ist ein Shooter, der sowohl aus der Egoperspektive als auch der Third-Person-Perspektive gespielt werden kann, letztere ist dabei die Standardeinstellung. Mit Hilfe eines Spielstands des Vorgängers kann der zweite Teil mit der entsprechenden Gesinnung fortgeführt werden. Wenn man den ersten Teil nicht hat, beginnt man das Spiel neutral. Erst nach Abschluss des Spiels kann man dann beim Neustart die gute oder böse Variante wählen.

## Entwicklung
Das Gegnerdesign des zweiten Teils wurde den Verhältnissen einer Großstadt wie Baltimore angepasst. So spielen einige der Kreaturen auf Bandenkriege und Drogenmissbrauch an. Allerdings gibt es auch Monster die auf Verbrechen basieren, wie zum Beispiel polizeiliche Gewalt im Strafvollzug und Sklaverei.
Auch der zweite Teil der Reihe wurde in der deutschen Fassung geschnitten.

## Rezeption
The Suffering: Ties That Bind erhielt zumeist positive Kritiken.